# Natalia Luis-Bassa
Natalia Luis-Bassa (née à Caracas, le 13 juillet 1966) est une chef d'orchestre vénézuélienne. Elle est actuellement directrice musicale du Haffner Orchestra à Lancaster et du Hallam Sinfonia à Sheffield, deux villes du nord de l'Angleterre.

## Biographie
Après avoir obtenu le deuxième prix du Maazel-Vilar Conductor's Competition à New York, elle a travaillé avec des orchestres tels que le Orquestra Sinfónica Venezuela, le Scottish Chamber Orchestra, le Paragon Ensemble, le Bombay Chamber Orchestra et le Royal Oman Symphony Orchestra.
Elle a commencé ses études de hautbois à l'Orchestra Juvenil de Venezuela, en obtenant par la suite le titre de licenciée en musique (mention Direction d'orchestre) au Instituto Universitario de Estudios Musicales.
Pendant deux ans, elle occupe le poste de directrice musicale de l'Orchestra Sinfónica de Falcón et a voyagé à Londres, avec l'aide de la Fondation Calcaño, pour continuer ses études au Royal College of Music, où elle a reçu le prix RCM Opera Conducting Junior Fellowship, lui donnant deux ans de stage dans la spécialisation de direction d'opéra.
Elle a obtenu une maîtrise de l'Université de Huddersfield, par la suite.
Elle a aussi été récompensée par le Prix de l'Elgar Society pour son dégagement dans la Deuxième Symphonie d'Elgar avec l'Orchestre Philharmonique de Huddersfield.
En août 2008, Luis-Bassa a apparu dans la série de télévision de talent musical «Maestro» transmis par la BBC 2, comme tutrice d'un des étudiants.